# Биоэнергетический анализ
Биоэнергетический анализ, биоэнергетика — метод телесно-ориентированной психотерапии, разработанный американским психотерапевтом А. Лоуэном в 1940-х — 1950-х годах. 
С точки зрения медицины  является видом комплементарной медицины, включающим психотерапию, техники релаксации и мануальную терапию. Биоэнергетический анализ развивает идеи существования «энергии жизни» американского психоаналитика Вильгельма Райха. 
В настоящее время специалистами в области психического здоровья признан дискредитированной практикой. 
В рамках метода Лоуэн разрабатывал теорию о структуре характера, основываясь на различии в циркуляции энергетических потоков в организме человека и на заблокированности отдельных энергетических зон у разных людей.
Согласно современным научным представлениям, концепция существования так называемой «биоэнергии» (или «биополя») является псевдонаучной.
Научные исследования биоэнергетики не выявили её эффективности для лечения болезней, в частности рака, однако некоторые пациенты считают её полезным методом релаксации.